# Doris Tacke
Doris Tacke (* 1960 in Bad Oeynhausen) ist eine deutsche Pflegewissenschaftlerin und Inhaberin des Lehrstuhls für Pflegewissenschaft an der Fachhochschule der Diakonie in Bielefeld.

## Werdegang
Nach einem Studium der Pflegewissenschaft an der Fachhochschule Osnabrück nahm Doris Tacke von 1999 bis 2004 an einem Postgraduiertenprogramm und Promotionsstudiengang an der Universität Witten/Herdecke teil und wurde 2005 zum Dr. rer. medic. promoviert. Von 2003 bis 2010 arbeitete sie im Bereich Pflegeentwicklung und -forschung am Evangelischen Krankenhaus Bielefeld, wobei sie an der modellhaften Implementierung des Expertenstandards Schmerzmanagement des Deutschen Netzwerks für Qualitätsentwicklung in der Pflege beteiligt war. Zudem betätigte sie sich als Lehrbeauftragte an der Evangelischen Fachhochschule Darmstadt und der Universität Witten/Herdecke. 2010 hat Tacke den Lehrstuhl für Pflegewissenschaft an der Fachhochschule der Diakonie übernommen. Parallel engagierte sie sich 2012 eine Zeit lang im Vorstand der Deutschen Gesellschaft für Pflegewissenschaft, in der sie jetzt noch Mitglied ist.
Doris Tacke ist seit September 2024 emeritiert.

## Forschungsschwerpunkte
- Theoriebildung in der Pflege
- Pflegediagnostik und -interventionen
- Pflegeorganisationsmodelle
- Pflege von Menschen mit Behinderungen
- Kommunikation mit aphasischen Menschen
- Sucht im Alter

## Publikationen (Auswahl)
- mit R. Lachetta, I. Dörscheln und M. Schulz: Erleben von Menschen mit einer geistigen Behinderung während eines akutstationären Aufenthaltes. In: Pflegewissenschaft. (03), 2011, S. 139–148.
- mit P. Ott-Ordelheide: Epilepsie und Depression – ein komplexes pflegerisches Handlungsfeld. In: Psych Pflege. (17), 2011, S. 99–105.
- mit P. Ott-Ordelheide: Behinderte Menschen profitieren von pflegerischer Bezugsperson. In: Die Schwester, Der Pfleger. 49 (5), 2010, S. 430–435.
- Aphasische Patienten. Du steuerst nicht mehr. In: Die Schwester, Der Pfleger. (12), 2007, S. 1134–1141.
- Schlagartig abgeschnitten. Aphasie. Verlust und Wiedererlangen der Kontrolle. Hans Huber Verlag, Bern 2006, ISBN 3-456-84339-9.
- Interaktionen zwischen aphasischen Menschen und ihren Helfern im Krankenhaus. In: PR Internet. (7–8), 2001, S. 29–40.
- mit B. Rennen-Allhoff: Sozialisationsforschung. Berufliche Sozialisation in der Pflege. In: B. Rennen-Allhoff, D. Schaeffer (Hrsg.): Handbuch Pflegewissenschaft. Juventa Verlag. Weinheim 2000, S. 819–842.
- Pflege von Menschen mit Aphasie. Eine Literaturstudie. In: Pflege. 12 (2), 1999, S. 95–100.
- Auswirkungen professioneller Hilfe auf Menschen mit Aphasie. In: M. Moers, D. Schiemann, W. Schnepp (Hrsg.): Pflegeforschung zum Erleben kranker und alter Menschen. Huber Verlag, Bern 1999, S. 161–218.